# Unterhaltungssoftware Selbstkontrolle
Unterhaltungssoftware Selbstkontrolle (traduzida do alemão como Organização de Monitoração Voluntária de Entretenimento), ou USK, é a organização alemã que classifica softwares publicados no país.

## Classificações
Softwares podem receber uma das classificações seguintes:
|  | Freigegeben ohne Altersbeschränkung gemäß § 14 JuSchG (Sem restrições de idade) Não há restrições pelas bases do Jugendschutzgesetz na venda deste jogo. A adequação para crianças, no entanto, sem que haja conteúdo violento e/ou sexual – a dificuldade ou a complexidade do jogo ainda podem ser inadequados para crianças pequenas.                                                                                   |
|  | Freigegeben ab 6 Jahren gemäß § 14 JuSchG (Restrito para menores de seis anos) Jogos com essa classificação são de uma natureza abstrata ou comica, que possuem um tema escuro ou muito envonvido para crianças abaixo dos 6 anos. Isso inclui jogos como Mario Kart e Lego Star Wars II: The Original Trilogy. |
|  | Freigegeben ab 12 Jahren gemäß § 14 JuSchG (Restrito para menores de doze anos) Jogos com essa classificação tem focos em guerras, lutas, ou contenha temas sugestivos. A luta precisa ser em um contexto histórico ou em ficção científica e a violência precisa ser mínima como por exemplo armas com violência e etc. Isso incluí jogos como Super Smash Bros Brawl e vários jogos da série Need for Speed.             |
|  | Freigegeben ab 16 Jahren gemäß § 14 JuSchG (Restrito para menores de dezesseis anos) Jogos com essa classificação possuem frequentes tiroteios corpo-à-corpo, assassinatos, mortes, sangue e etc, que se enquadra em violência moderada. Os jogos possuem temas pouco adultos. Essa classificação foi posta em jogos como Metroid Prime 3: Corruption.                                                                     |
|  | Freigegeben ab 18 Jahren gemäß § 14 JuSchG or Keine Jugendfreigabe gemäß § 14 JuSchG (Restrito para menores de dezoito anos) Esses jogos contem cenas de violência brutal e sangrenta, que glorificam a guerra, a violação dos direitos humanos e/ou que apresenta tortura, mutilação e suicídio. Os jogos possuem temas muito adultos. Isso inclui jogos como Halo 3 e todos os jogos da série Doom e Grand Theft Auto 4. |

A classificação para jogos específicos se refere a versões localizadas, e em alguns casos aspectos do jogo são mudados para que se adequem a uma classificação mais baixa, ou para que o jogo seja vendido legalmente ao todo. A versão alemã de Grand Theft Auto (desde a parte três) foi editada várias vezes, enquanto a versão norte-americana não recebeu classificação ao todo (e só pode ser vendido para adultos). A versão alemã "USK 16" não permite headshots, e é menos sangrento, tendo algumas de suas armas ou seus efeitos especiais removidos. Em adição, os civis não jogam dinheiro quando mortos e algumas missões estão faltando. Grand Theft Auto 4, no entanto, não foi editado e ganhou uma classificação "USK 18".
Esta é uma prática muito comum, especialmente para os jogos que geralmente recebem uma classificação "USK 18". Um problema potencial deste "auto-censura" é que o ambiente original de um jogo pode ficar perdido. Em alguns casos, todo o enredo de um jogo tinha de ser alterado para beneficiar de uma menor classificação na USK.